# ラスル・サリモフ
ラスル・サリモフ（Rasul Salimov　1981年12月26日- ）は、アゼルバイジャンの柔道選手。階級は90kg級。身長185cm。

## 人物
1998年のヨーロッパジュニア90kg級で3位になった。1999年にはヨーロッパ選手権で3位となった。ヨーロッパジュニアでも3位だった。2000年のヨーロッパ選手権で3位になるが、シドニーオリンピックでは5位に終わりメダルを獲得できなかった。2001年のヨーロッパ選手権で2位に入ると、世界選手権では銅メダルを獲得した。

## 主な戦績
- 1998年 - ヨーロッパジュニア　3位
- 1999年 - ヨーロッパ選手権　3位
- 1999年 - ミリタリーワールドゲームズ　3位
- 1999年 - ヨーロッパジュニア　3位
- 2000年 - ロシア国際　3位
- 2000年 - ヨーロッパ選手権　3位
- 2000年 - シドニーオリンピック　5位
- 2000年 - 世界軍人選手権大会　100kg級　2位
- 2001年 - ポーランド国際　優勝
- 2001年 - ヨーロッパ選手権　2位
- 2001年 - 世界選手権　3位